# Oceanport
Oceanport es un borough ubicado en el condado de Monmouth en el estado estadounidense de Nueva Jersey. En el año 2010 tenía una población de 5,832 habitantes y una densidad poblacional de 655.8 personas por km².

## Geografía
Oceanport se encuentra ubicado en las coordenadas 40°18′54″N 74°01′11″O / 40.31500, -74.01972.

## Demografía
Según la Oficina del Censo en 2000 los ingresos medios por hogar en la localidad eran de $71,458 y los ingresos medios por familia eran $85,038. Los hombres tenían unos ingresos medios de $57,955 frente a los $39,718 para las mujeres. La renta per cápita para la localidad era de $33,356. Alrededor del 2.7% de la población estaba por debajo del umbral de pobreza.